# Adenia crassa
Adenia crassa är en passionsblomsväxtart som beskrevs av Merrill. Adenia crassa ingår i släktet Adenia och familjen passionsblomsväxter. Inga underarter finns listade i Catalogue of Life.